# Andorra Club de Fútbol
Ne doit pas être confondu avec Futbol Club Andorra (club de football andorran).
Maillots
Le Andorra Club de Fútbol, plus couramment abrégé en Andorra CF, est un club espagnol de football fondé en 1956 et basé dans la ville d'Andorra de la province de Teruel.
Le club joue ses matchs à domicile au Stade Juan Antonio Endeiza, doté de 3 000 places.

## Palmarès
| Compétitions nationales |
| --- |
| - Championnat d'Espagne D4 (7) : - Champion : 1963-64, 1964-65, 1986-87, 1991-92, 1994-95, 1998-99 et 2010-11. - Vice-champion : 1965-66, 1980-81, 2012-13 et 2015-16. |

## Personnalités du club

### Présidents du club
- Juan Antonio Endeiza (1960 - 1973)
- José Luis Burgos García
- Antonio Donoso

### Entraîneurs du club
| - Pedro Lasheras (1980 - 1982) - Rafael Teresa (1982 - 1984) - Adolfo Pérez Marañón (1984 - 1986) - Pedro Aróstegui (1987 - 1990) - Pedro Lasheras (1990 - 1991) - Pedro Aróstegui (1992 - 1993) - Ángel Alastuey (1993) - José Luis Iranzo (1993 - 1996) | - Víctor Pinilla (1996) - Juanjo Díaz (1996 - 1997) - Juan Carlos Garde (1997) - José Luis Iranzo (1997 - 1998) - Emilio Larraz (2004 - 2007) - José Ignacio Soler (2007) - Pascual Sanz (2009 - 2011) | - Gori Silva (2011 - 2012) - Moisés Gutiérrez (2013 - 2016) - David Lázaro (2016) - Fernando Campillo (2016 - 2017) - Daniel Bruna (2017 - 2018) - Yvo Serrano (2018 - 2019) - Eduardo Rodríguez Planas (2019 - ) |

### Anciens joueurs du club
- Alberto Belsué
- Jésus Seba
- Goran Drulić